# Thomas Hakon Grönwall
Pour les articles homonymes, voir Grönwall.
Thomas Hakon Grönwall est un mathématicien suédois né à Dylta bruk le 16 janvier 1877 et mort à New York le 9 mai 1932.

## Biographie
Il étudie à l'université d'Uppsala et à l'université de Stockholm. À Stockholm il côtoie les mathématiciens de l'école de Mittag-Leffler : Bendixson, Fredholm, von Koch. Jusqu'en 1898, année ou il soutient sa thèse, il publie déjà de nombreux travaux en mathématiques. En 1899, Grönwall quitte la Suède et se rend en l'Allemagne pour des études d'ingénierie à l'université de Berlin.
Gronwall émigre aux États-Unis vers 1900 et y travaille dans l'industrie. En 1910, il revient aux mathématiques et publie plusieurs travaux dans des revues spécialisées.
Gronwall est nommé professeur à l'université de Princeton pour deux ans en 1914. Il participe à la rédaction de la revue Annals of Mathematics. Il contribue notamment à la théorie des équations différentielles et intégrales, à la théorie des fonctions holomorphes. En 1919, il établit le lemme de Grönwall qui permet l'estimation d'une fonction vérifiant une certaine inégalité différentielle ; ce lemme existe sous deux formes, intégrale et différentielle.
Gronwall occupe ensuite diverses positions de consultant dans l'industrie et pour le département de la Défense.
En 1927, Gronwall est nommé professeur de physique à l'université Columbia à New York où il enseigne peu et se consacre à des recherches en physique (physique atomique).

## Publications
- (de) « Über die Gibbsche Erscheinung und die trigonometrischen Summen sin x + 1/2 sin 2x +... + 1/n sin nx », dans Mathematische Annalen, n° 72, 1912, p. 228-243 Traduction par Michel Balazard en ligne.